# طلعت السادات
طلعت عصمت السادات (26 فبراير 1954 - 20 نوفمبر 2011)، محامي وسياسي مصري. كان عضوًا مستقلًا بمجلس الشعب المصري وأحد المتنازعين على رئاسة حزب الأحرار ومؤسس ورئيس حزب مصر القومي ،وابن عصمت السادات أخ الرئيس محمد أنور السادات. من أشهر القضايا التي ترافع فيها قضية مذبحة بني مزار بمحافظة المنيا والتي راح ضحيتها عشرة أشخاص تم ذبحهم والتمثيل بجثثهم وأعضائهم التناسلية ليلاً وقد حكم فيها ببراءة المتهم.

## المحاكمة
قُدِّم طلعت السادات للمحاكمة العسكرية بتهمة ازدراء المؤسسة العسكرية المصرية بسبب رأيه في تهاون القوات المسلحة المصرية في الدفاع عن الرئيس الراحل أنور السادات وقت اغتياله أثناء العرض العسكري يوم 6 أكتوبر 1981م وقد حكم عليه بالسجن لمدة سنة وقد أمضاها وخرج في يوم 5 أغسطس 2007.

## الحزب الوطني الجديد
تم ترشحه لمنصب رئيس الحزب الوطني الديمقراطي في 13 أبريل 2011 خلف لرئيس الحزب ورئيس مصر السابق محمد حسني مبارك وقام بتعديل الاسم إلي الحزب الوطني الجديد وفي 16 أبريل 2011 تم حل الحزب بناء علي قرار قضائي لا رجعة فيه.

## حزب مصر القومي
تأسس عقب ثورة 25 يناير. رئيسه طلعت السادات ونائب الرئيس د/روفائيل بولس وأمين العضوية اللواء إسماعيل مكي. ومن ضمن المؤسسين توفيق عكاشة.

## وفاته
توفي طلعت السادات عن عمر 57 عاماً إثر إصابته بأزمة قلبية يوم الأحد 23 ذو الحجة 1432 هـ الموافق 20 نوفمبر 2011 الساعة ال 10 صباحا بمستشفى البنك الأهلي بالقطامية.